# صاعد الأندلسي
أبو القاسم صاعد بن أحمد الأندلسي القرطبي (ألمرية 1029 – 1070 طليطلة) (419 هـ -462 هـ)، صاحب كتاب طبقات الأمم. وهو صاعد بن أحمد بن عبد الرحمن بن محمد بن صاعد التغلبي أو صاعد الأندلسي. توجه إلى طليطلة طلبا للدراسة والعلم في سنة 438 هـ (1046) وكان في الثامنة عشرة من عمره. وعاش في كنف أميرها يحيى بن إسماعيل من أسرة ذي النون، وتولى مسؤولية القضاء فيها إلى وفاته في سن مبكرة.[بحاجة لمصدر]
كان صاعد الأندلسي في الأربعين من عمره حين أنجز كتابه الشهير طبقات الأمم وهو الكتاب الرابع والأخير من أعماله قبل وفاته بسنتين. كُتب صاعد الثلاثة الأولى فُقدت، وقد تناولت مواضيع مختلفة كعلم الرصد (حركات النجوم والكواكب) وعلم الملل والنحل (الديانات والمعتقدات والفرق الإسلامية وغير الإسلامية) وعلم التاريخ (جوامع أخبار العرب والعجم). وبقي كتابه الأخير ووضعه أصلا للتعريف بأعلام عصره حين خدم كقاضٍ لطليطلة في عهد «أمراء الطوائف».[بحاجة لمصدر]
كتب صاعد «طبقات الأمم» أو كما يسميه «العريف بطبقات الأمم» في العام 460 هـ (1067) حاول فيه استكمال دراسة أستاذه ابن حزم الظاهري عن دور الأندلس في إنتاج العلوم والتعريف بأهم الشخصيات الفكرية التي برزت في مختلف العهود الإسلامية. إلا أن دراسته اختلفت عن رسالة ابن حزم في «مراتب العلوم» فهو لم يكتفِ بأخبار الكاتب بل حاول التعريف بعصره وظروفه وبيئته. وبسبب شمولية الكتاب وضع مقدمة تحليلية للتعريف بتاريخ العلوم وتطور الأفكار واتصال الثقافات ببعضها من المشرق إلى المغرب وانتهاء بالأندلس وعصره. فجاءت دراسته تاريخية حاول من خلالها الرد على مسألتين: الأولى مجرى التطور والثانية صلة حلقات التطور ببعضها.
حتى تكون إجابات صاعد واضحة في معالمها كان لابد له من تجاوز حدود الأندلس والابتعاد عنها جغرافيا والغوص في عمق الزمن إلى عهود سابقة على ظهور الديانات السماوية. واضطر بسبب المستجدات، وتغيير خطة كتابه، أن يعيد قراءة مراتب العلوم كونيا في سياق رؤية عالمية للتطور الفكري وصولا إلى العرب وظهور الإسلام والفتوحات الكبرى.
فرضت خطة الكتاب على صاعد أن يقوم بمراجعة شاملة وسريعة لتاريخ الأفكار ودور الأمم في صنعها وصلاتها ببعضها. كذلك حاول قدر الإمكان التعريف بالأمة والتعريف بأفكارها ثم التعريف بأعلامها حتى يربط حلقات التطور في مجرى زمني هادف.
لذلك كان عليه أن يضع الإطار النظري لمشروعه ويشرح خطة التطور في سياق مرتبك أحيانا إلا أنه أعطى ما يستطيع من معلومات دمجت بين التحليل النظري وتركيب الحوادث من دون أن يدرك أنه ساهم في إنتاج نظرية تاريخية عن تطور الأفكار سيكون لها تأثيرها على أجيال لاحقة.
ويمكن التقاط «لاوعي» صاعد لمشروعه حين نلحظ استغراقه الطويل في التعريف بشخصيات عصره واختصاره لحوادث زمنه. كذلك يمكن وضع الملاحظة نفسها حين تطرّق إلى دور الأمم في تكوين الأفكار وإنتاج العلوم فهو يمرّ سريعا على الحوادث ويكتفي بالوصف لأن خطة الكتاب هي «التعريف» بأعلام الأمم على مرّ العصور وليس «التعريف» بأفكار الأمم ودور كل طبقة من الشعوب في صوغ الوعي الإنساني العام.[بحاجة لمصدر]